# Villouxel
Villouxel – miejscowość i gmina we Francji, w regionie Grand Est, w departamencie Wogezy.
Według danych na rok 1990 gminę zamieszkiwało 109 osób, a gęstość zaludnienia wynosiła 23 osób/km² (wśród 2335 gmin Lotaryngii Villouxel plasuje się na 936. miejscu pod względem liczby ludności, natomiast pod względem powierzchni na miejscu 1034.).